# Tibeti felkelés napja

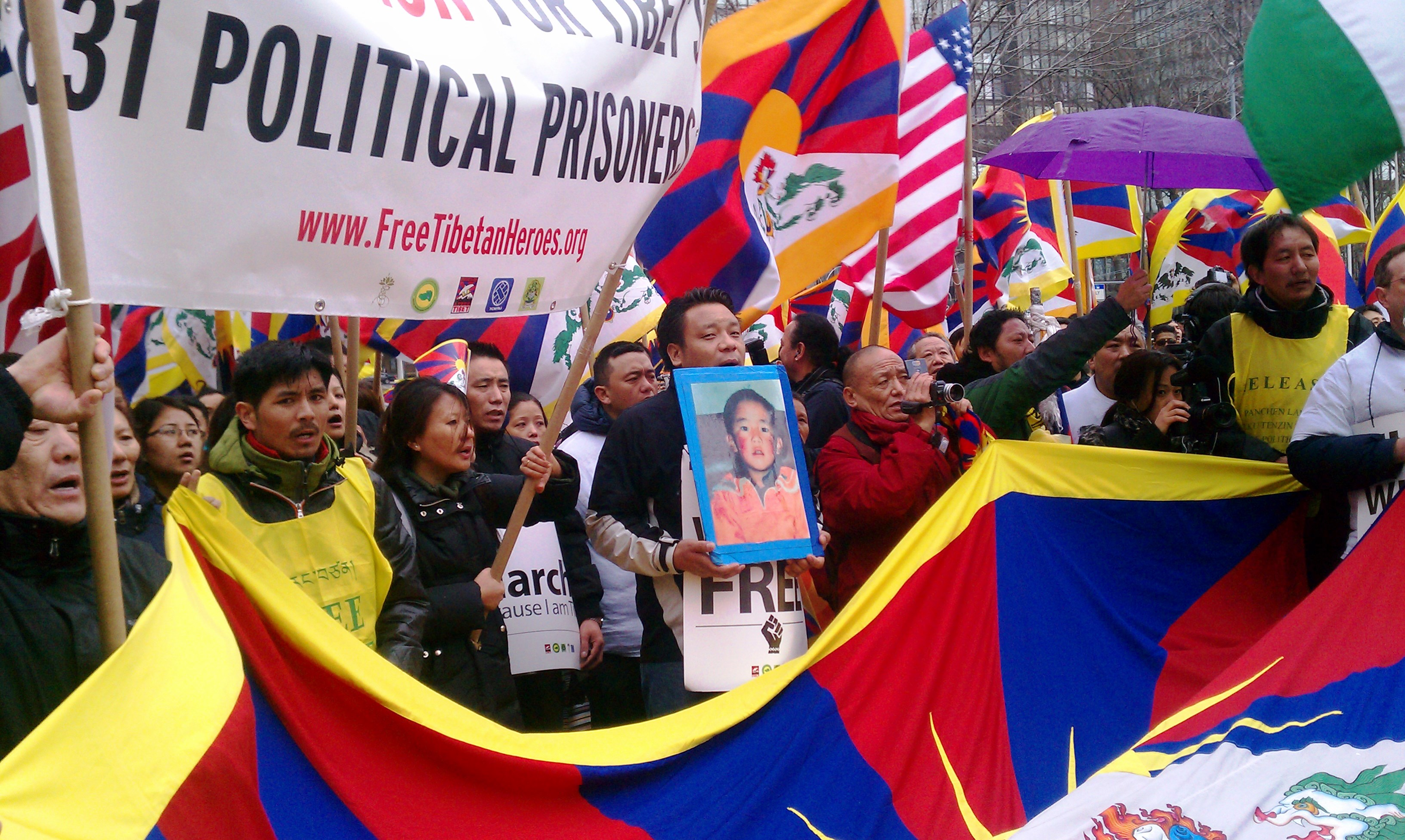
Tüntetők New Yorkban az ENSZ székháznál a tibeti felkelés napján

A tibeti felkelés napját, március 10-én tartják. Ilyenkor az 1959-es tibeti felkelésre emlékeznek, amikor Kína tibeti jelenléte ellen tiltakoztak. A felkelés sikertelensége rögtön maga után vonta a tibeti függetlenségi mozgalom elleni erőteljes fellépést és a dalai láma száműzetésbe vonulását.
A tibeti felkelés napján elsősorban azok a szervezetek és magánemberek emlékeznek meg, akik támogatják Tibet függetlenedését. Közéjük tartozik a Szabad Tibet Hallgatói, és ezen az évfordulón gyakran bocsát ki nyilatkozatot a dalai láma. A tibeti függetlenségi szervezetek gyakran szerveznek március 10-én tüntetést vagy felvonulást, hogy felhívják a figyelmet Tibet helyzetére.
2008-ban a március 10-i tüntetések – amit a buddhista szerzetesek vezettek – indították el Lhászában a 2008-as zavargásokat.